# Place des Grands Hommes
Singles de Patrick Bruel
Alors regarde
(1990) Décalé
(1991)

Place des Grands Hommes est une chanson interprétée par Patrick Bruel dont les paroles sont de Bruno Garcin et la musique de Patrick Bruel, parue sur l'album Alors regarde le 9 novembre 1989, puis en single le 4 février 1991 en format vinyle et CD sous le label RCA.
Elle est le quatrième single de l'album après Casser la voix, J'te l'dis quand même et Alors regarde.

## Description
Elle évoque des retrouvailles entre une bande d'amis « place des Grands-Hommes », 10 ans après s'être vus pour la dernière fois, et les changements que chacun a connus. La place des Grands-Hommes ne fait pas référence à la place bordelaise du même nom, mais plutôt de manière imagée à la place du Panthéon à Paris, où sont accueillies les dépouilles des grands hommes et grandes femmes de la Nation. On peut d'ailleurs y accéder par la rue Soufflot, comme cela est mentionné dans la chanson.
Elle a été initialement écrite pour l'émission Avis de recherche, où Patrick Bruel retrouvait ses camarades de classe plusieurs années plus tard comme dans la chanson.

## Reprises et inspirations
En 2005, l'imitateur Laurent Gerra a chanté Rendez-vous dans un an, une parodie de Star Academy sur l'air de Place des Grands Hommes[pertinence contestée].
En 2009, le ministère des Affaires étrangères et européennes édite une fiche pédagogique des chansons pour l'apprentissage de la langue et la connaissance des artistes francophones contemporains.
En 2014, dans sa chanson Dans 10 ans, Guizmo s'inspire du refrain de Place des Grands Hommes qui est : « On s'était dit rendez-vous dans 10 ans, même jour, même heure, mêmes pommes / On verra quand on aura 30 ans, sur les marches de la place des Grands-Hommes », et qui devient : « On s'est dit qu'on arrête tout dans 10 ans, la beuh, l'alcool et l'shit, On s'retrouvera quand on aura 30 ans, dans un bar glauque ou dans la street ».

## Classements

### Classements hebdomadaires
| Classement (1991)             | Meilleure position |
| ----------------------------- | ------------------ |
| France (SNEP)                 | 4                  |
| Québec (Palmarès francophone) | 3                  |

| Classement (2014) | Meilleure position |
| ----------------- | ------------------ |
| France (SNEP)     | 127                |